# Taneyamalita
La taneyamalita és un mineral de la classe dels silicats que pertany al grup de la deerita-howieïta. Rep el nom de la mina Taneyama, al Japó, una de les colocalitats tipus.

## Característiques
La taneyamalita és un silicat de fórmula química (Na,Ca)(Mn,Mg,Fe)₁₂Si₁₂(O,OH)₄₄. Va ser aprovada com a espècie vàlida per l'Associació Mineralògica Internacional l'any 1977. Cristal·litza en el sistema triclínic. La seva duresa a l'escala de Mohs es troba entre 5 i 6.
Segons la classificació de Nickel-Strunz, la taneyamalita pertany a «09.DH - Inosilicats amb 4 cadenes senzilles periòdiques, Si₄O₁₂» juntament amb els següents minerals: leucofanita, ohmilita, haradaïta, suzukiïta, batisita, shcherbakovita, taikanita, krauskopfita, balangeroïta, gageïta, enigmatita, dorrita, høgtuvaïta, krinovita, makarochkinita, rhönita, serendibita, welshita, wilkinsonita, safirina, khmaralita, surinamita, deerita, howieïta, johninnesita i agrel·lita.

## Formació i jaciments
Va ser descrita amb els exemplars de dues mines japoneses: la mina Taneyama, situada a la localitat de Toyo (Yatsushiro, Prefectura de Kumamoto) i la mina Iwaizawa, a Hanno (Prefectura de Saitama). També ha estat descrita a la mina Ananai, a la prefectura de Kochi, i l'estat de Califòrnia (Estats Units).